# Bessie Bamber
Bessie Bamber (1870-1910) fue una artista ilustradora británica de Birkenhead quien fue activa entre 1900 y 1910.
Bessie trabajó en óleo y se especializó en la pintura decorativa de gatos, gatitos y ocasionalmente cachorros. Ella normalmente pintaba sobre vasos de porcelana, y opalinas, y a veces en tableros de caoba abrillantados. Prefería trabajar utilizando como modelos a animales disecados, más que vivos. No hay registros de exhibiciones de sus pinturas. En 2004, se vendió su cuadro Tres gatitos con una pila de libros por £2,468 por Bonhams.